# Coenogonium vezdanum
Coenogonium vezdanum är en lavart som först beskrevs av Lücking, och fick sitt nu gällande namn av Lücking. Coenogonium vezdanum ingår i släktet Coenogonium och familjen Coenogoniaceae.   Inga underarter finns listade i Catalogue of Life.